# تپه پاقلا
تپه پاقلا مربوط به عصر مس - دوره اشکانیان است و در شهرستان خرم آّباد، بخش چغلوندی، دهستان بیرانوند شمالی، ۷۰۰ متری جنوب شرقی روستای پاقلا آبسرده واقع شده پلکان علیا ابسرده و این اثر در تاریخ ۲۸ اسفند ۱۳۸۵ با شمارهٔ ثبت ۱۸۵۶۵ به‌عنوان یکی از آثار ملی ایران به ثبت رسیده‌است.
در دهه های گذشته قبل از ثبت این تپه اثار باستانی مملو در زیر این تپه مدفن شده ،(طلا و جواهرات ) که بدست سارقین محلی ربوده شدند.
زمین های اطراف و وجود کشاورزی بر این تپه بدست طایفه متش می باشد 
امروزه بدلیل نصب دوربین امنیتی و وجود اگاهی این تپه محافظت شده می باشد. 